# 리샤르드 루카 호사 다 시우바 소자
리샤르드 루카 호사 다 시우바 소자(포르투갈어: Richard Luca Rosa da Silva Sousa, 1998년 1월 6일~)는 브라질의 축구 선수이다.